# نهائي كأس ملك إسبانيا 1910
نهائي كأس ملك إسبانيا 1910 أقيم نهائيين في إطار بطولة كأس إسبانيا سنة 1910 أُطلق على النهائي الأول كأس FEF وجمع ناديي برشلونة وإسبانيول مدريد بتاريخ 24 مارس وحقق برشلونة اللقب بفوزه في المباراة النهائية بنتيجة 3-2، أُطلق على النهائي الثاني كأس UECF وجمع كلا من أتلتيك بيلباو وفاسكونيا وفاز في النهائي نادي بيلباو بنتيجة 1-0.

## التفاصيل

### كأس FEF
| برشلونة                                                   | 3–2 | إسبانيول مدريد                   |
| --------------------------------------------------------- | --- | -------------------------------- |
| شارلز وليس 58' · كارلس كومامالا 70' · خوسية رود ريغيز 89' |     | فسنتي بويلا 5' · فسنتي بويلا 12' |

### كأس UECF
| أتلتيك بيلباو | 1–0 | فاسيكونيا |
| ------------- | --- | --------- |
| رميغو لاس 56' |     |           |